# EuroVelo EV1
ЕвроВело EV1 (англ. EuroVelo EV1), также Маршрут Атлантического побережья (англ. The Atlantic Coast Route) — дальний интернациональный европейский маркированный велосипедный многодневный туристский маршрут, один из 19 маркированных дальних веломаршрутов Европы (маршруты 16 и 18 проектируются). Он имеет протяжённость примерно 8186 километров от мыса Нордкап до Сагреша в Португалии. Маршрут начинается на севере Европы и заканчивается на её юге, проходя в основном вдоль побережья Атлантического океана через шесть стран: Норвегию, Великобританию, Ирландию, Францию, Испанию и Португалию.

## Участки маршрута

### В Норвегии
Маршрут проложен от мыса Нордкап через Тромсё, Вествогёй, Будё, Тронхейм, Олесунн в Берген.

ЕвроВело 1 в Норвегии
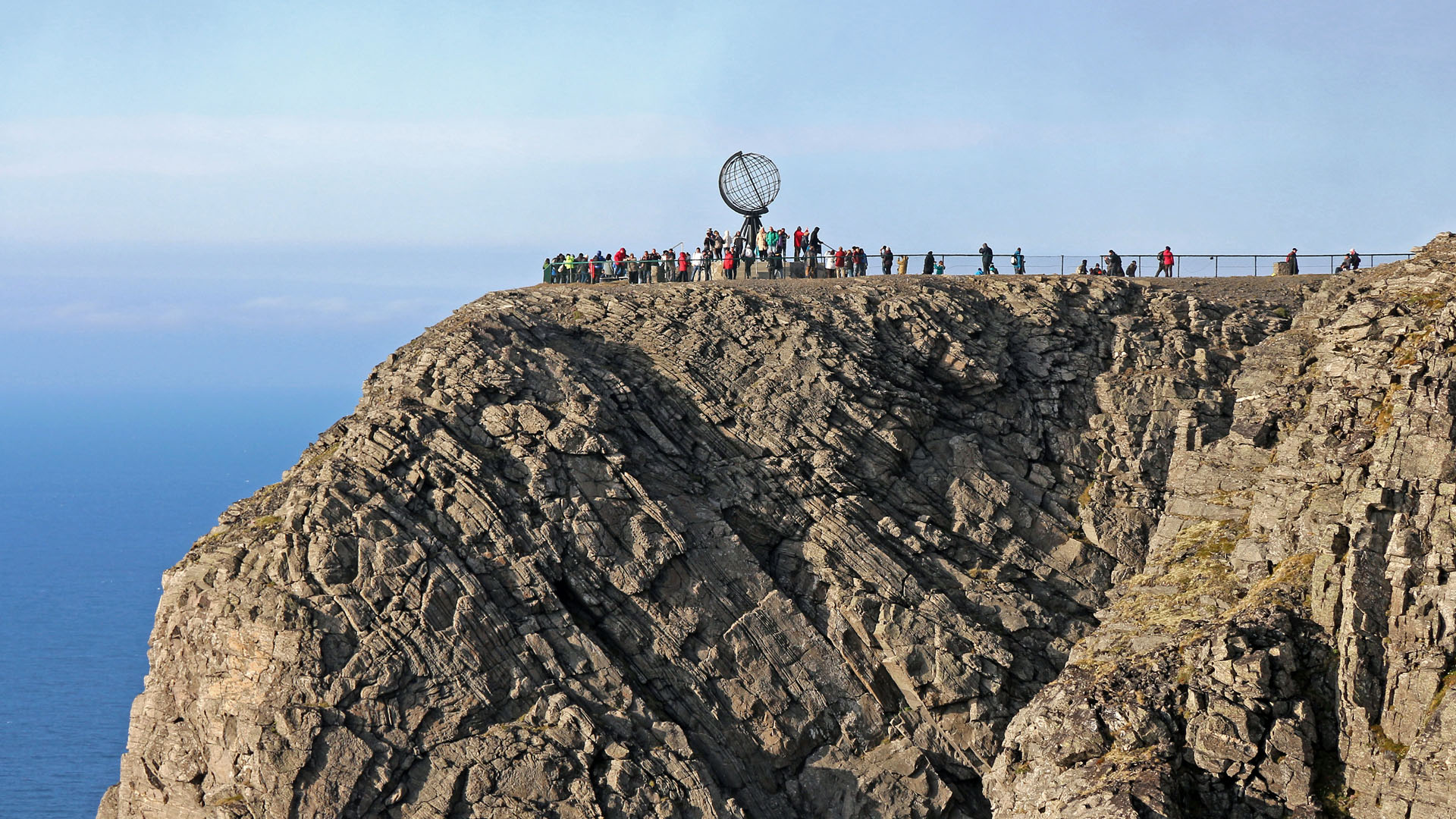
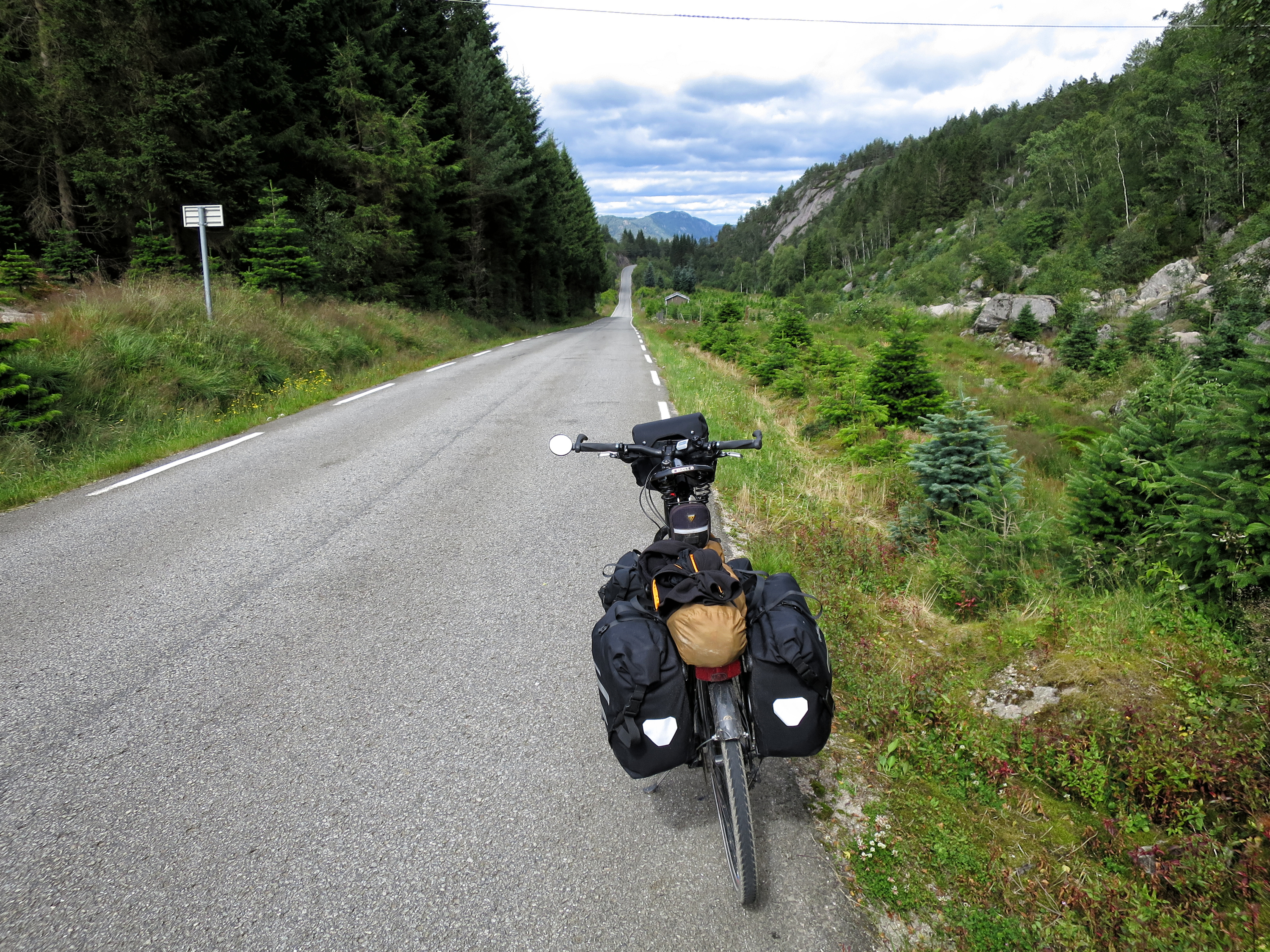
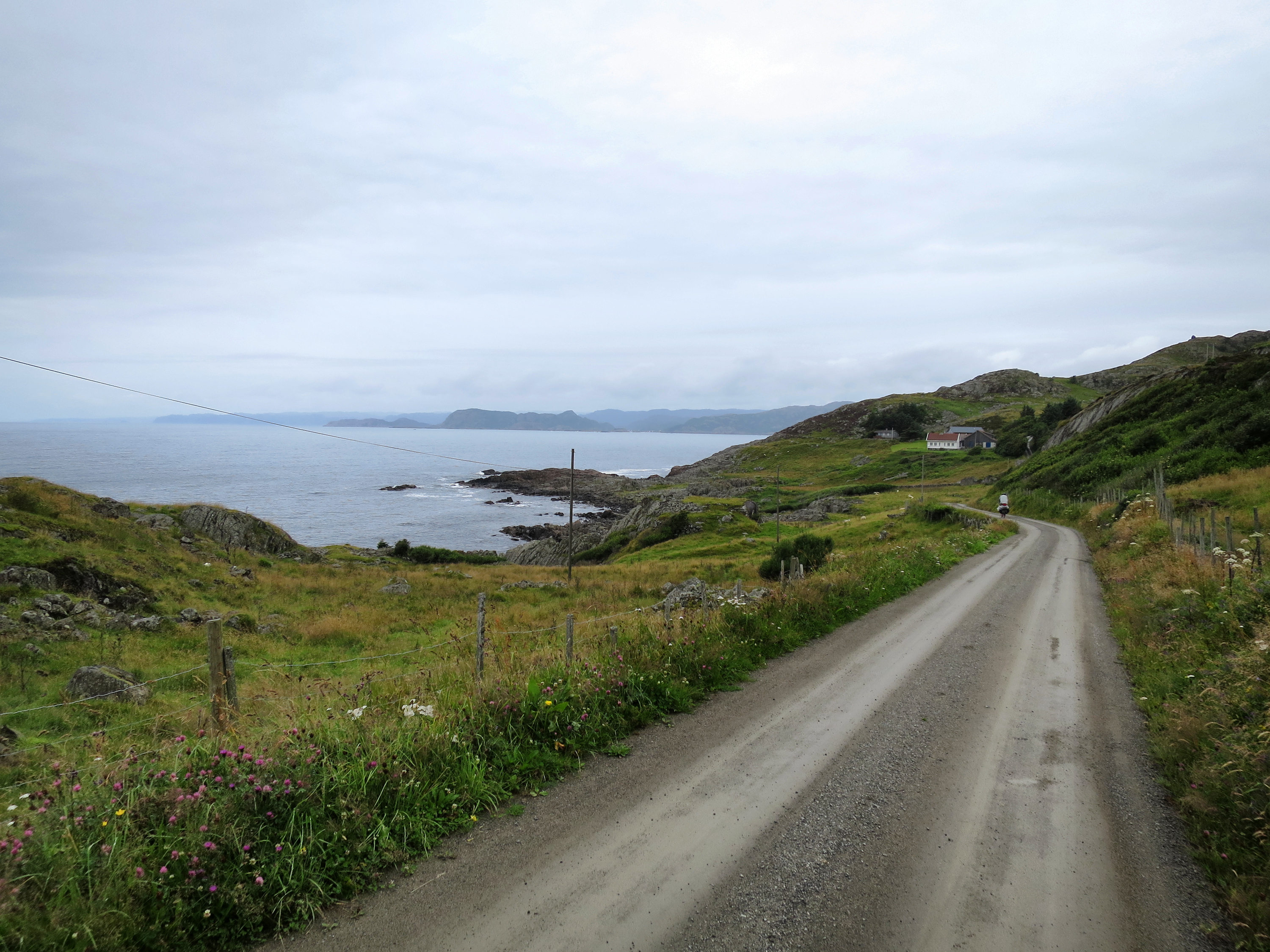
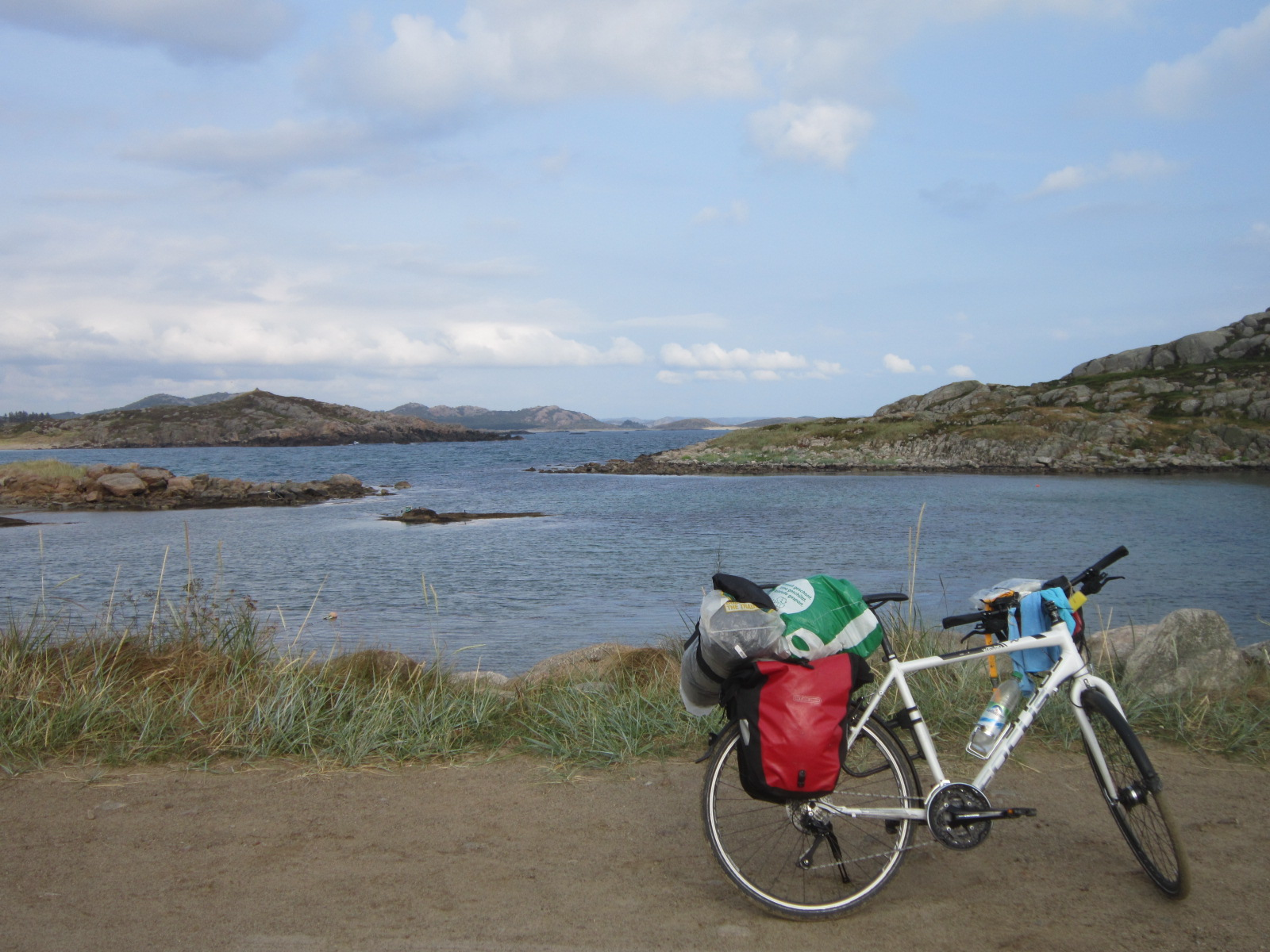
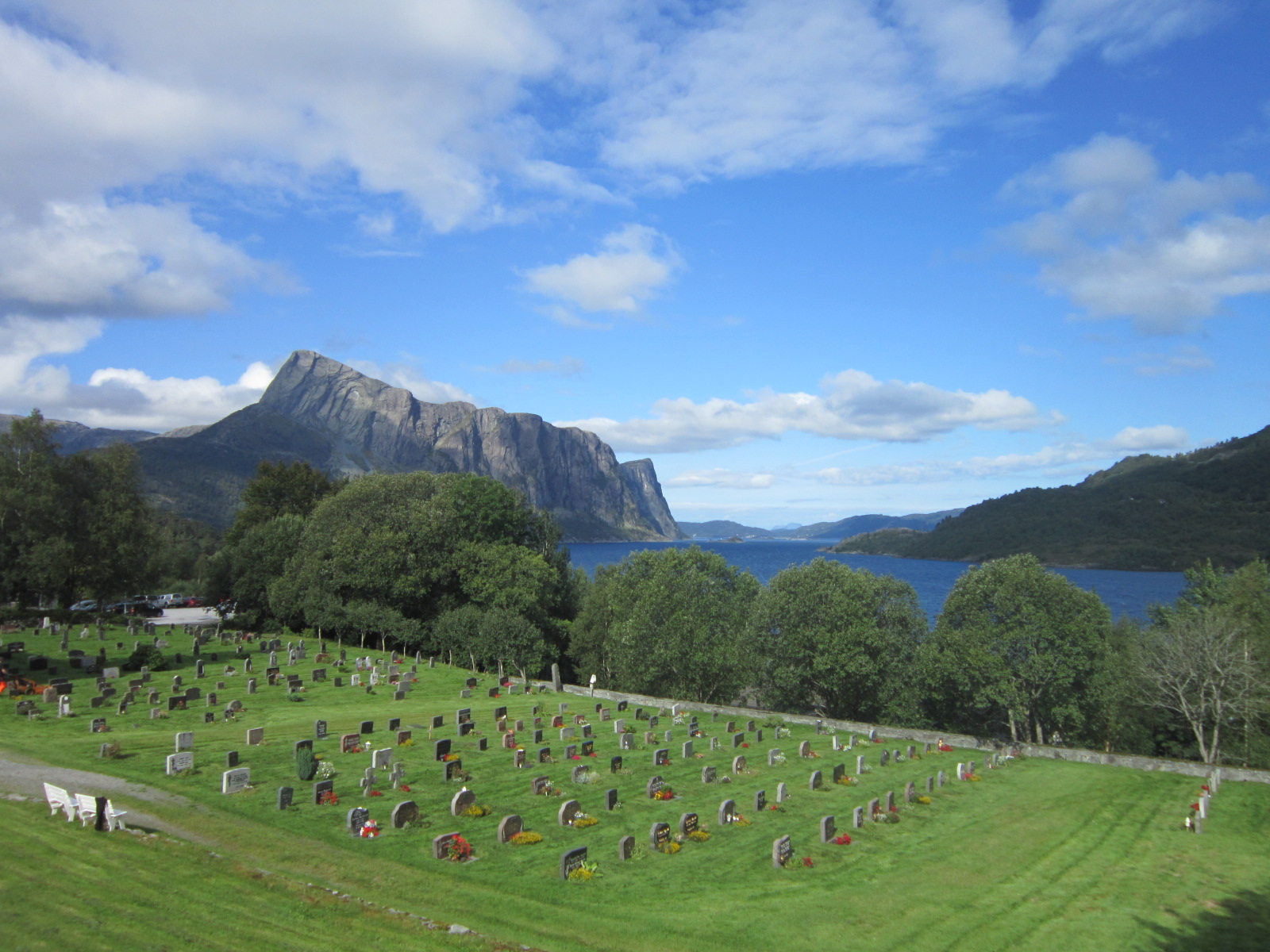

### В Шотландии
Из Абердина через Инвернесс и Глазго в Странрар. В Абердине и Инвернессе маршрут пересекается с EV12. Шотландская часть маршрута проложена и обозначена указателями EuroVelo.

ЕвроВело 1 в Шотландии
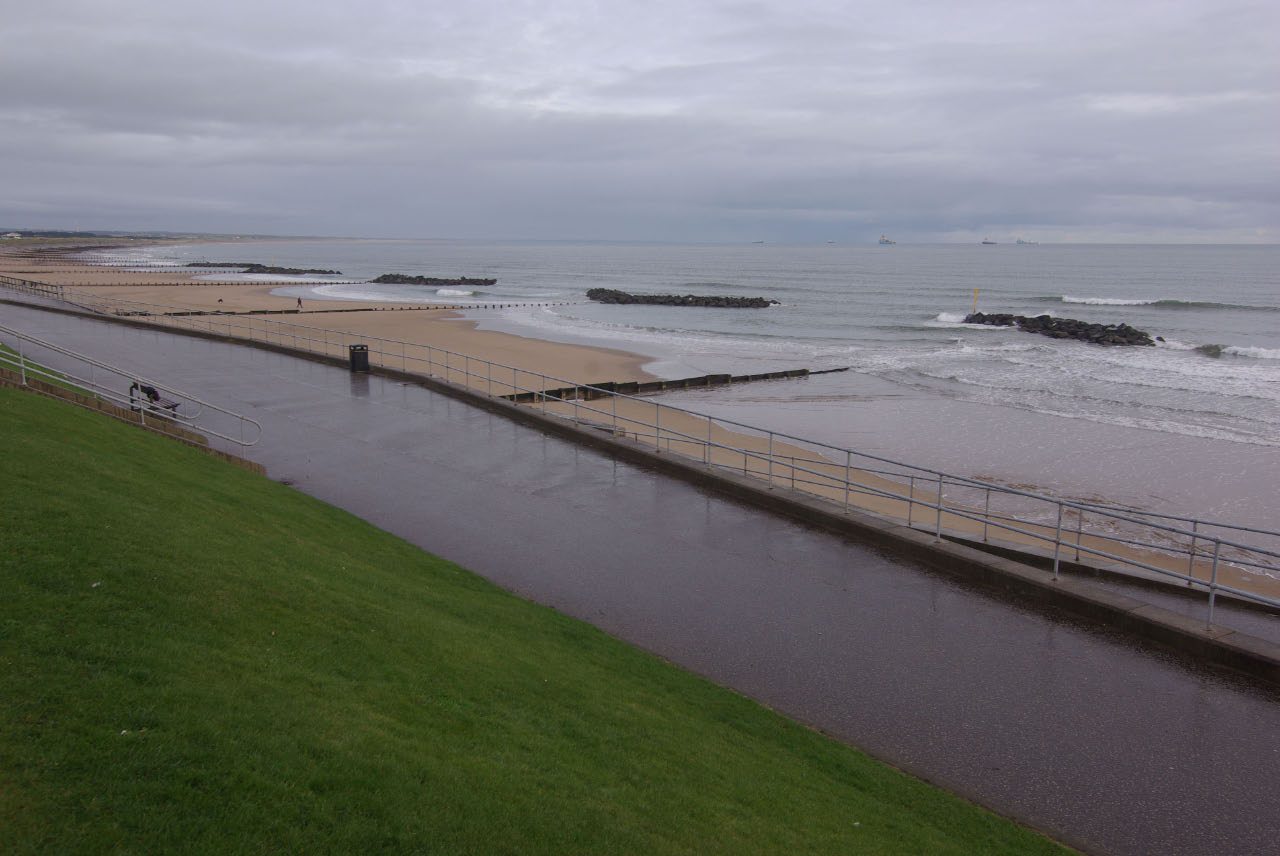
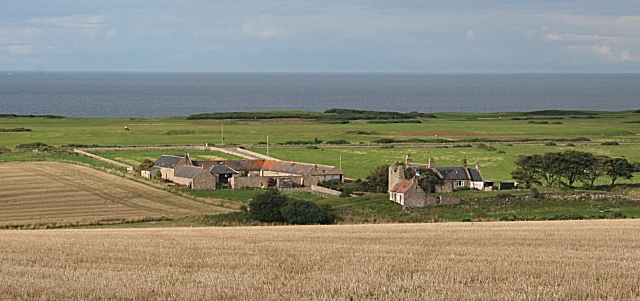
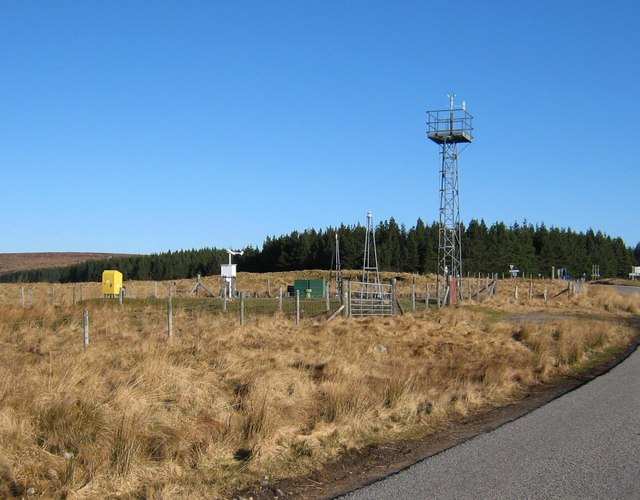
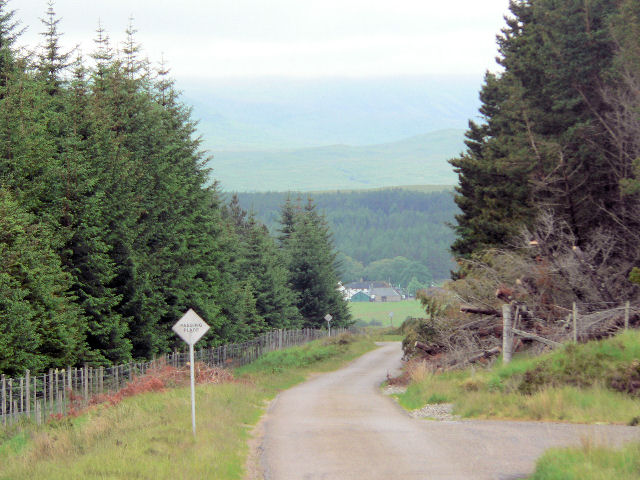
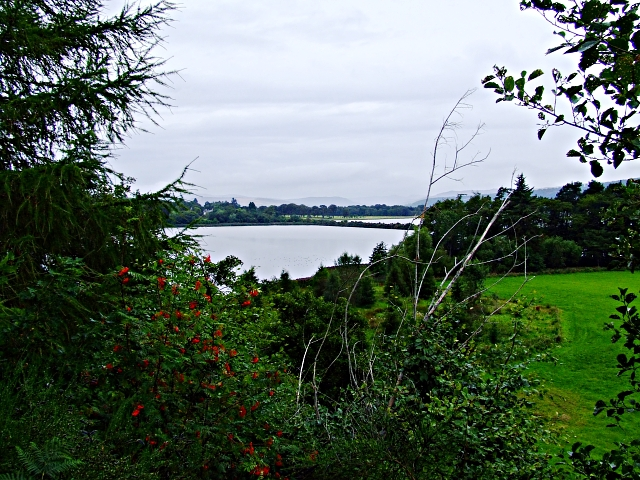

### В Ирландии
Маршрут  пока в основном не маркирован как маршрут EuroVelo, ведёт из Белфаста через Голуэй (здесь пересечение с EV2), Лимерик, Корк, Уотерфорд в Баллигири.

ЕвроВело 1 в Ирландии
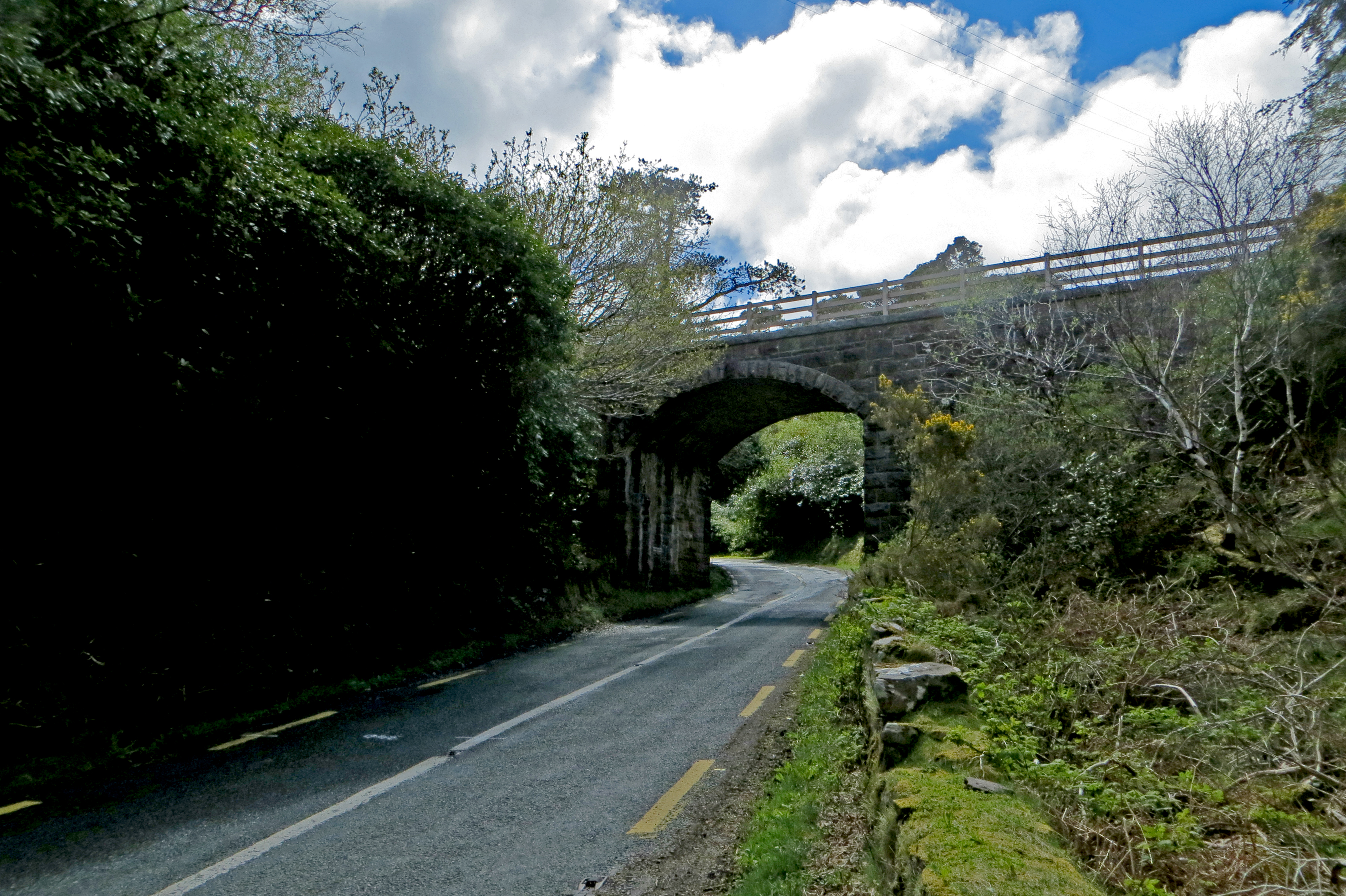
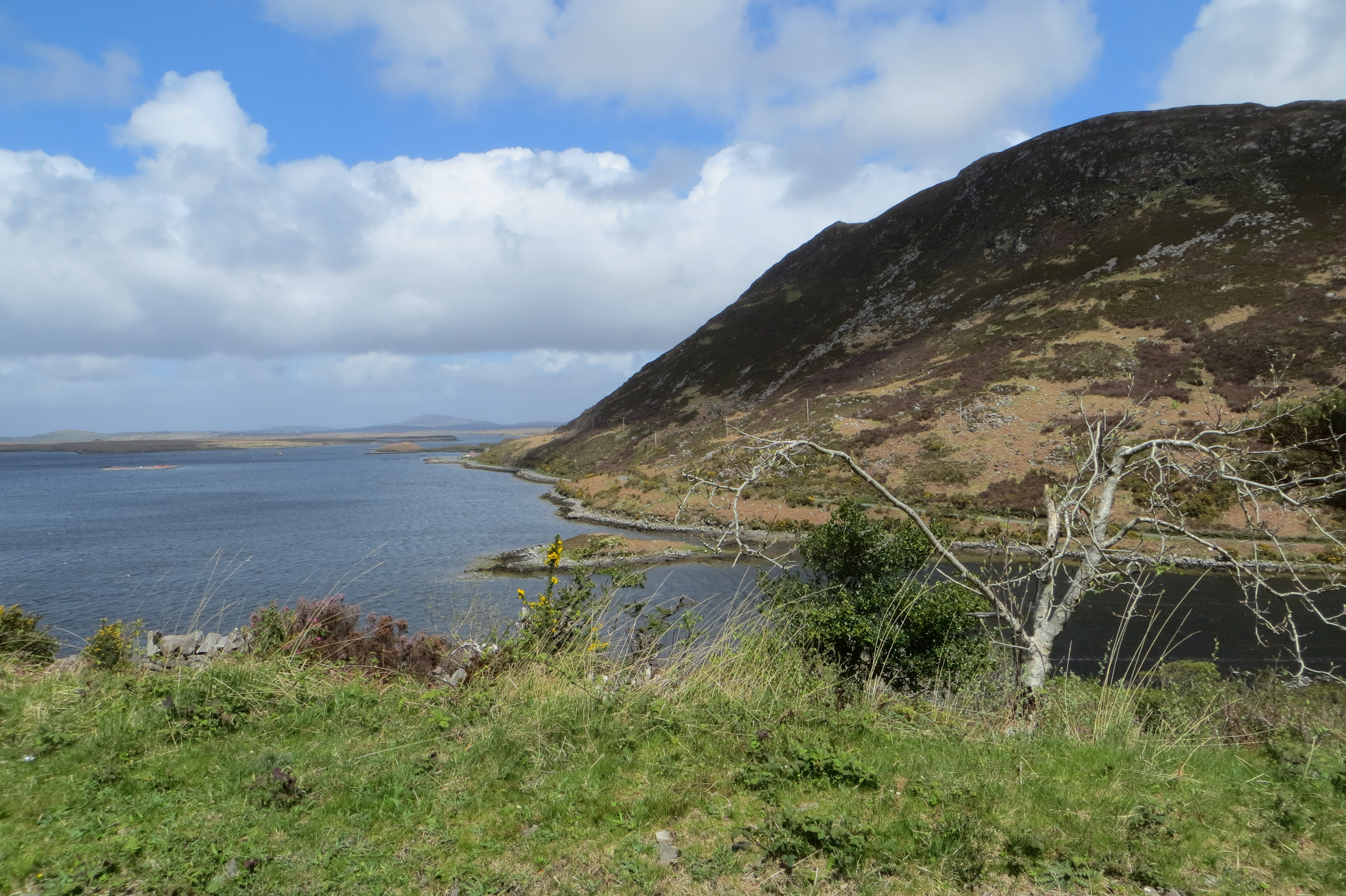
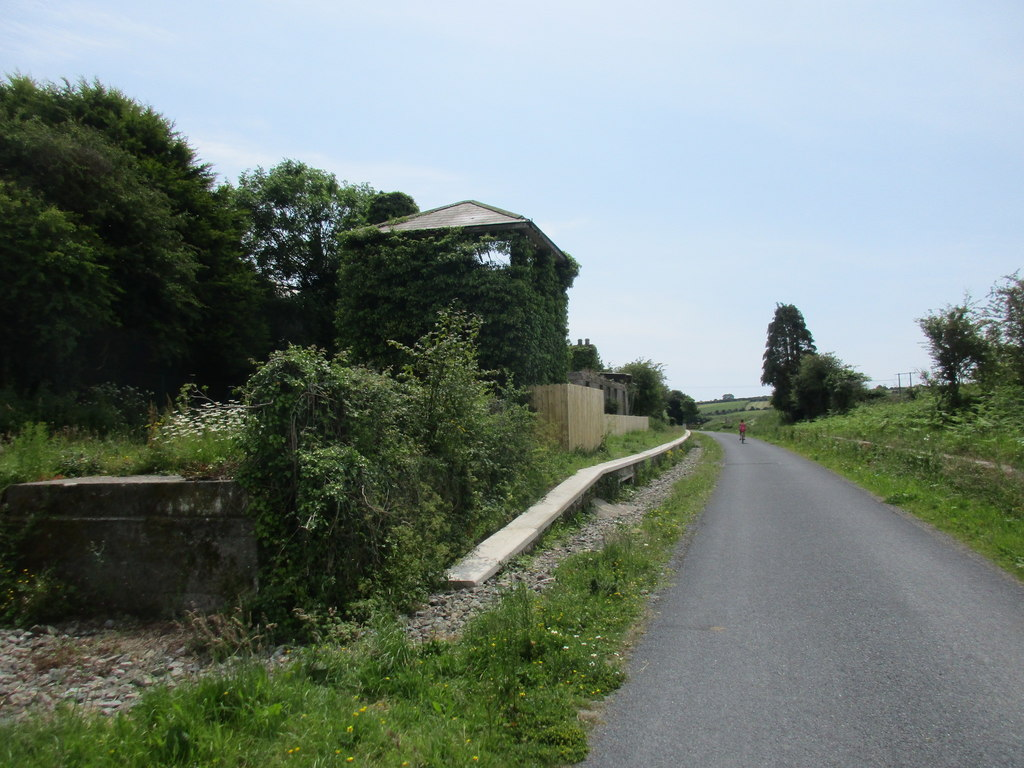
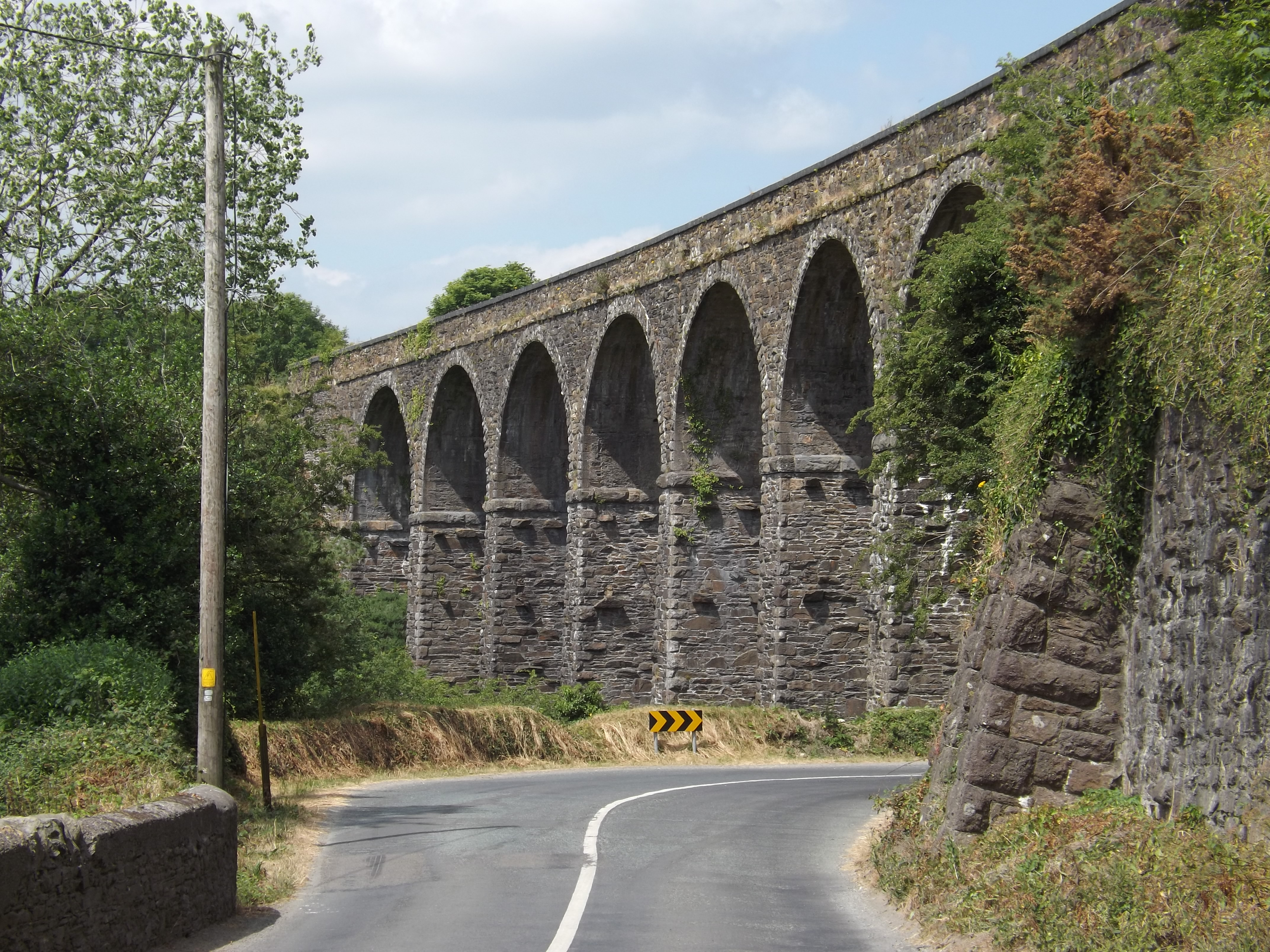
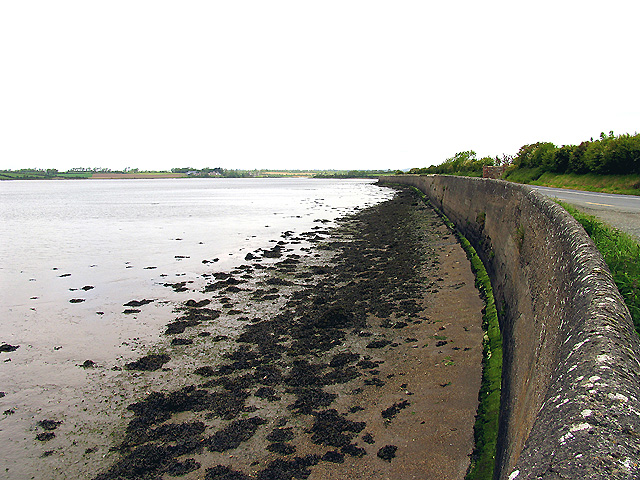

### В Уэльсе и Англии
Валлийский участок проходит от Фишгарда до Кардиффа. В Англии маршрут проходит через Бристоль (возможно подключение к EV2) и Плимут. В Англии EV1 следует от побережья Девона до велодорожки Тарка.

ЕвроВело 1 в Уэльсе и Англии
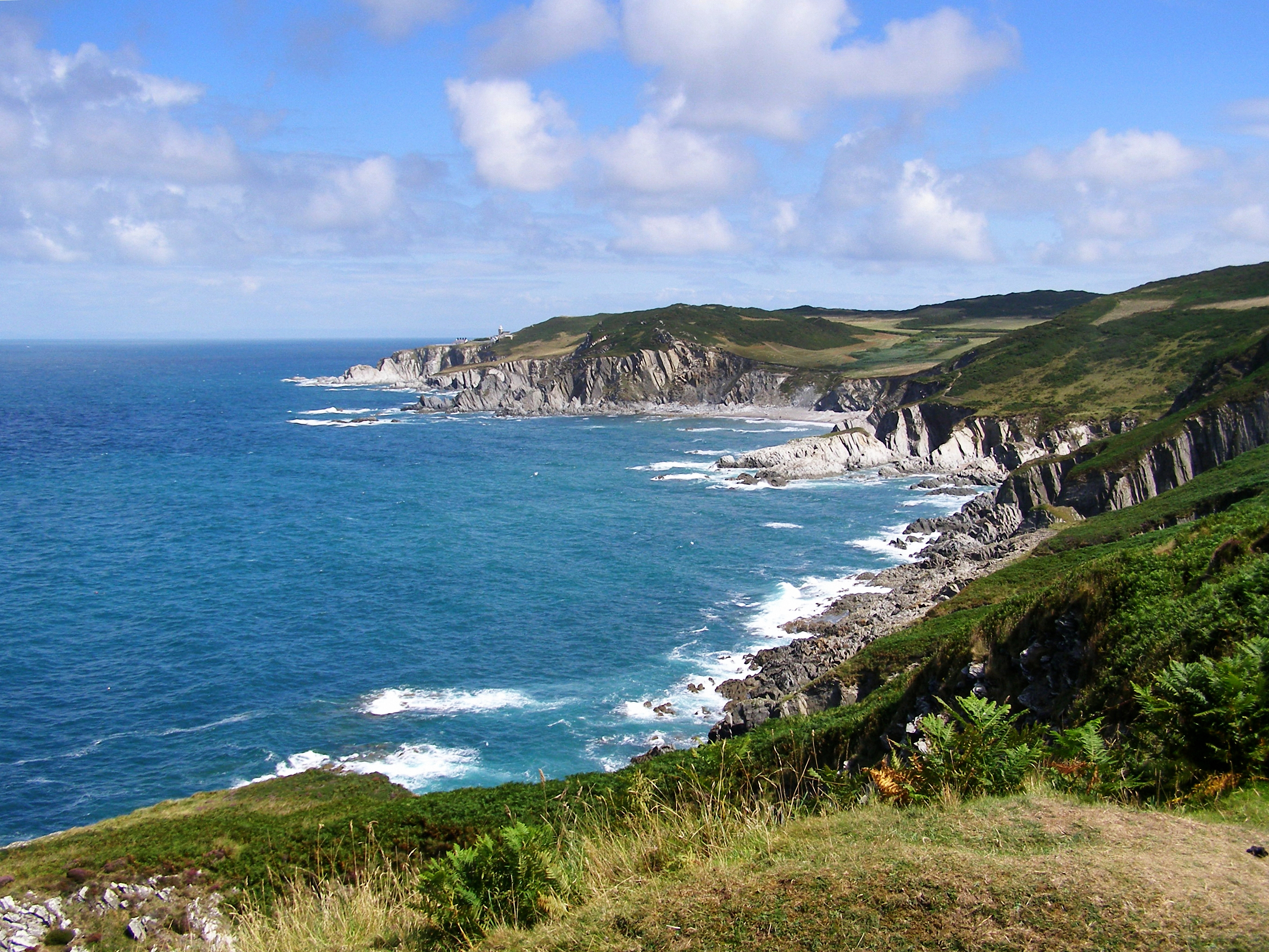
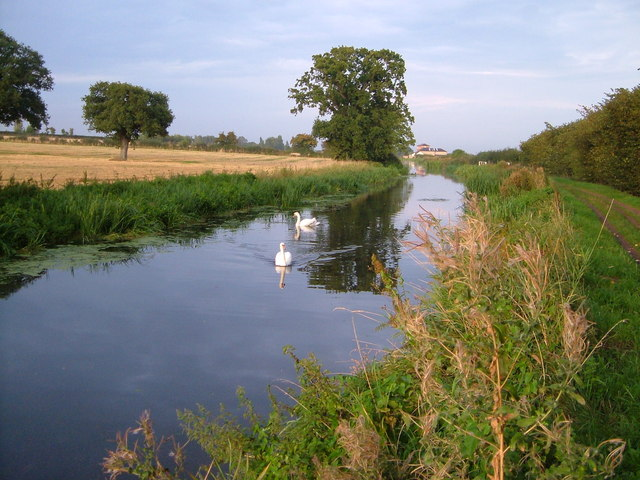
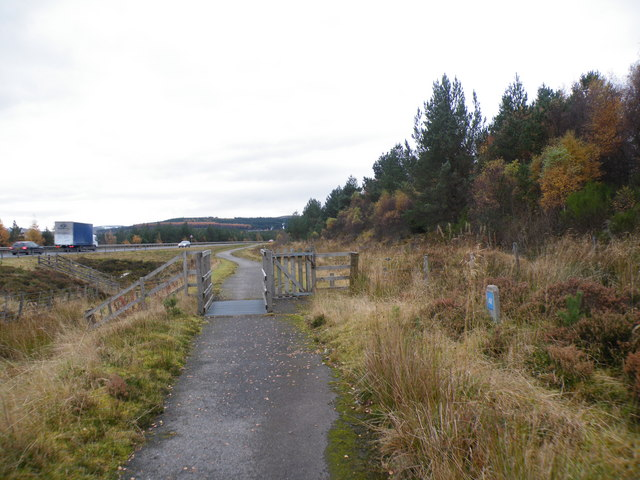
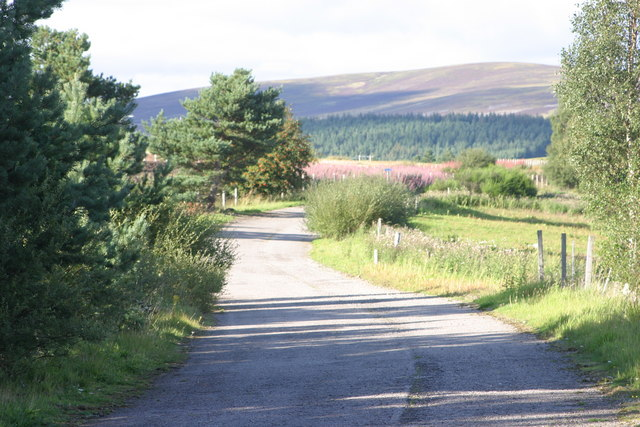
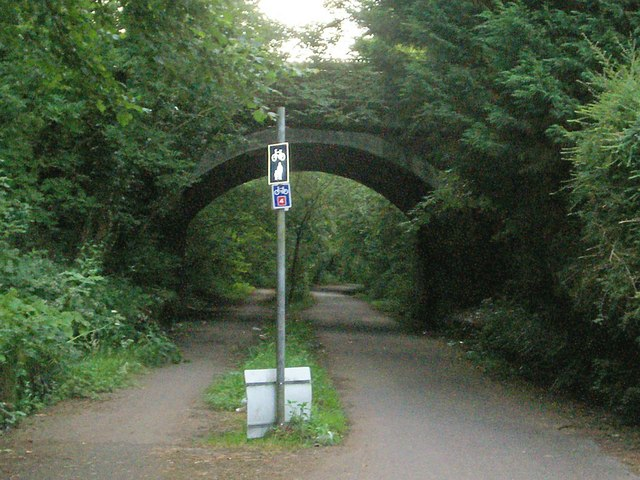

### Во Франции
Во Франции EV1 обозначен как Velodyssée. EV1 следует на протяжении 1210 км из Роскофа через Нант, Ла-Рошель и Аркашон в Андай вдоль атлантического побережья. Маршрут EV1 в Бретани в основном следует вдоль канала Нант-Брест, а в Аквитании он следует по зеленой дороге вдоль побережья в Ланд-де-Гасконь.

ЕвроВело 1 во Франции
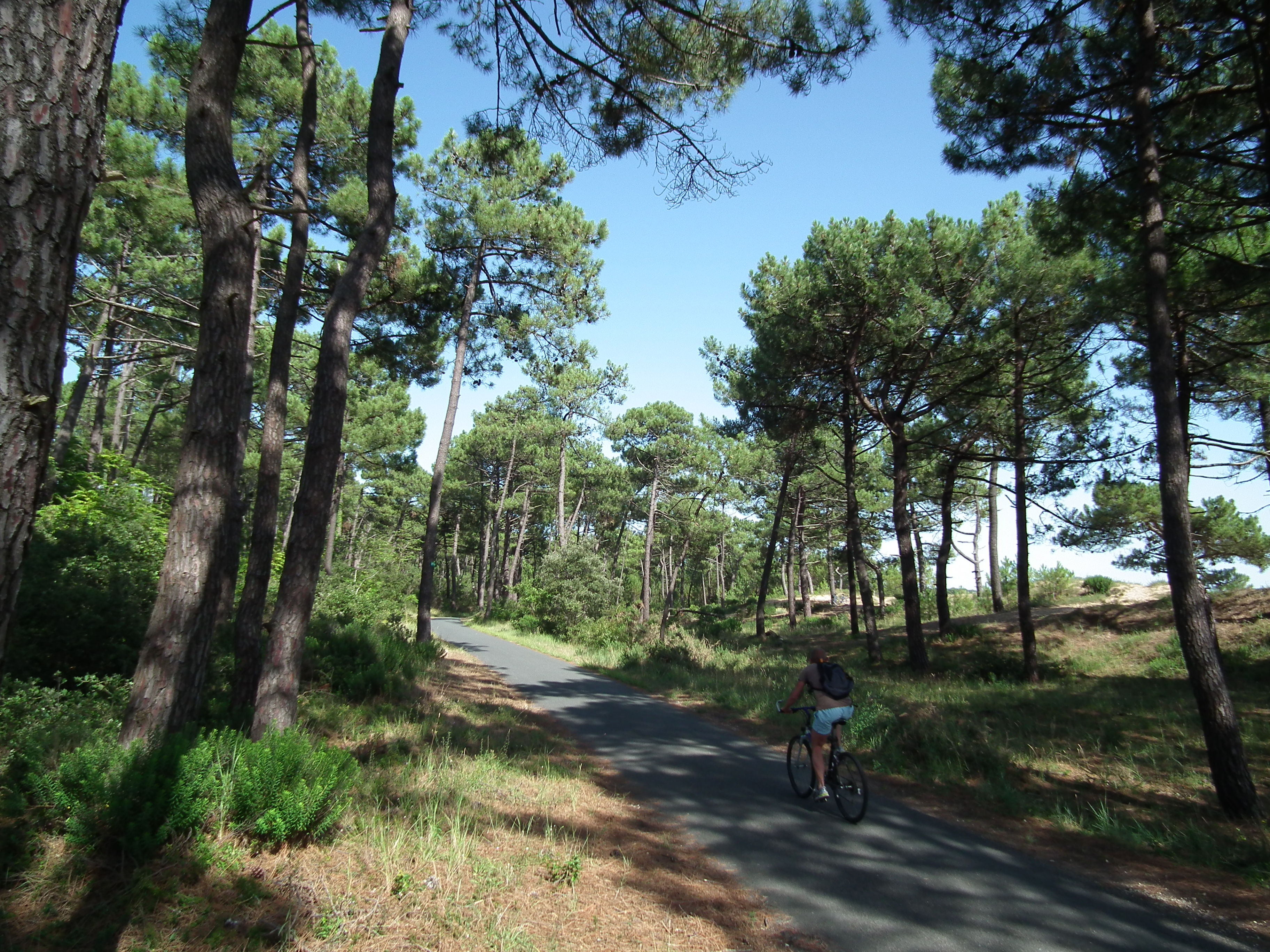
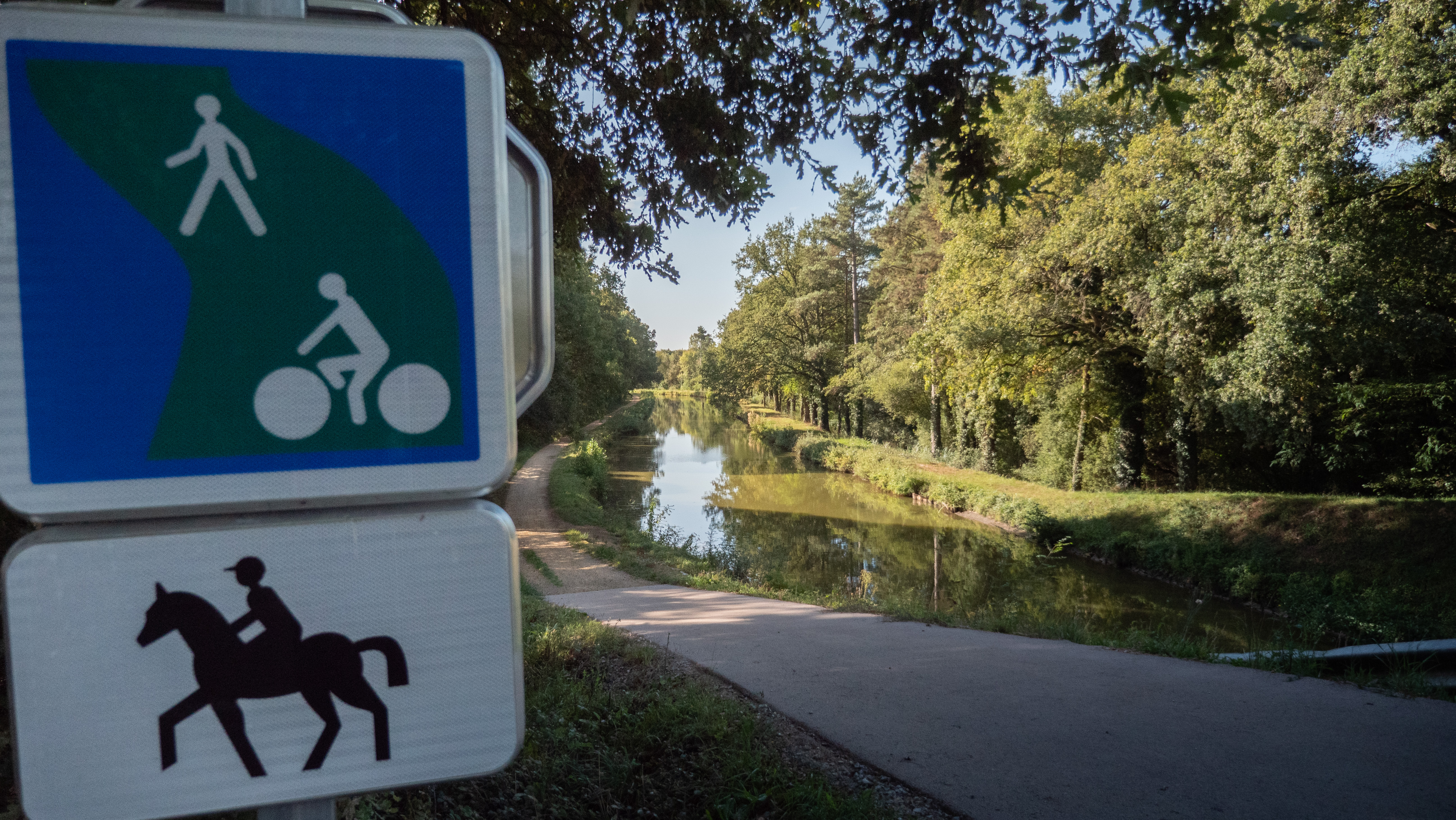
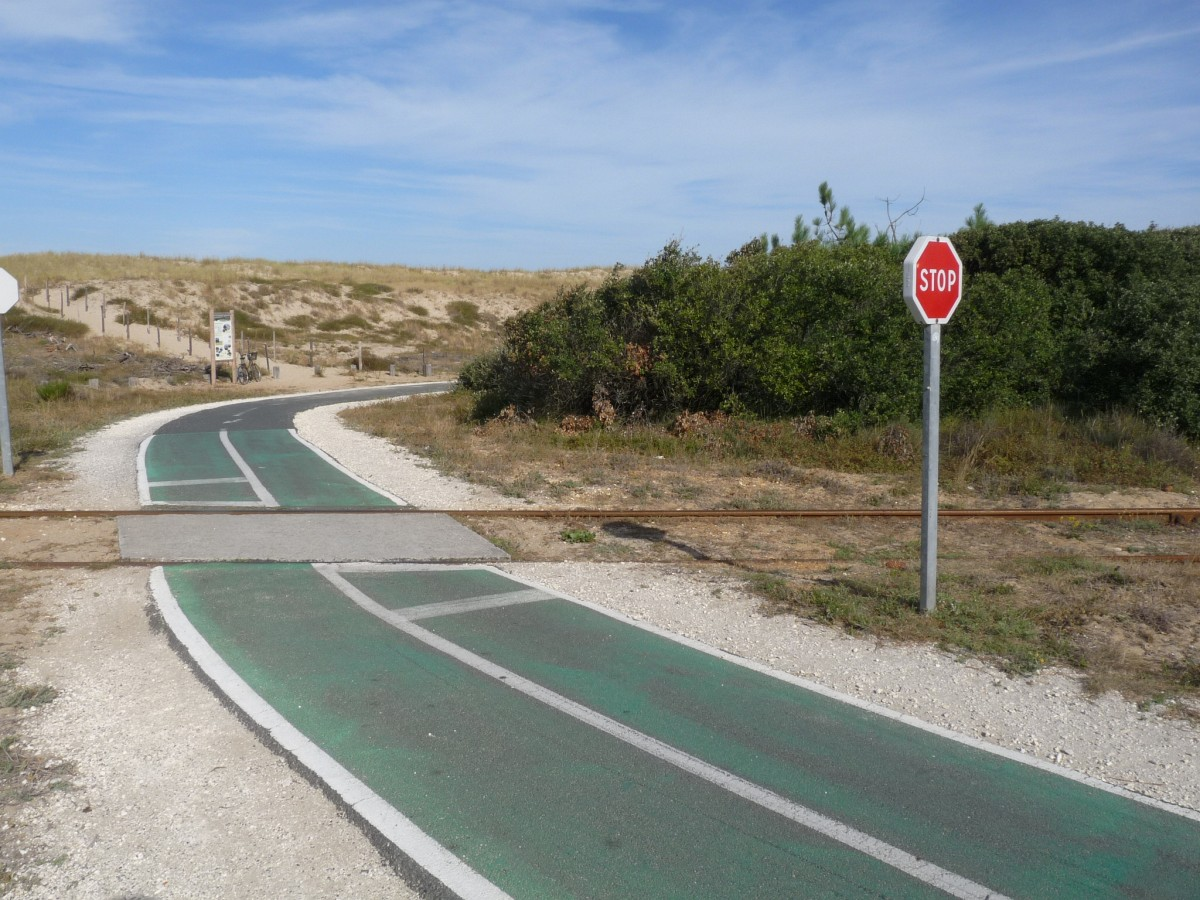
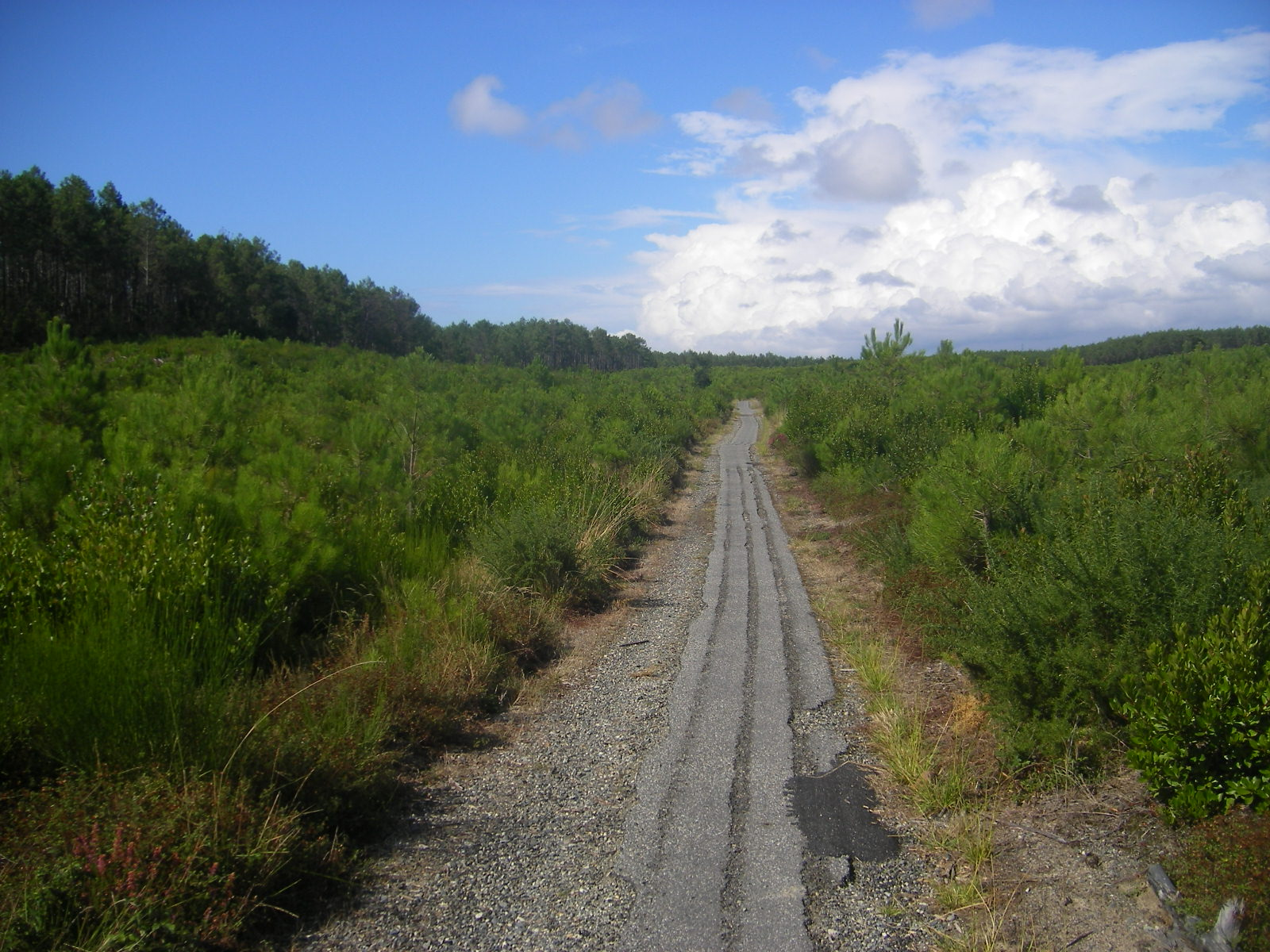
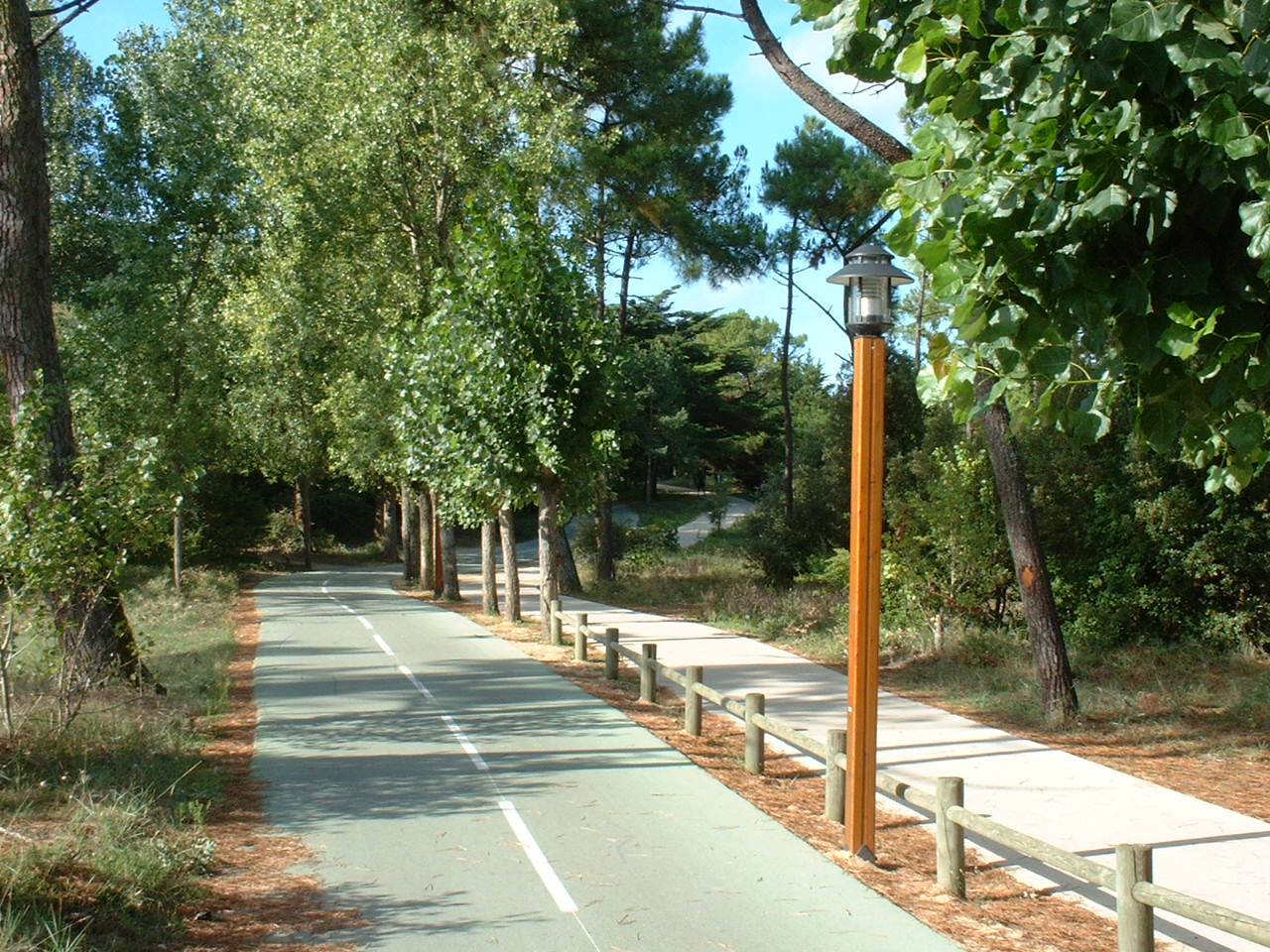

### В Испании
Маршрут проложен из Памплоны через Бургос, Саламанку, Мериду в Аямонте.

ЕвроВело 1 в Испании
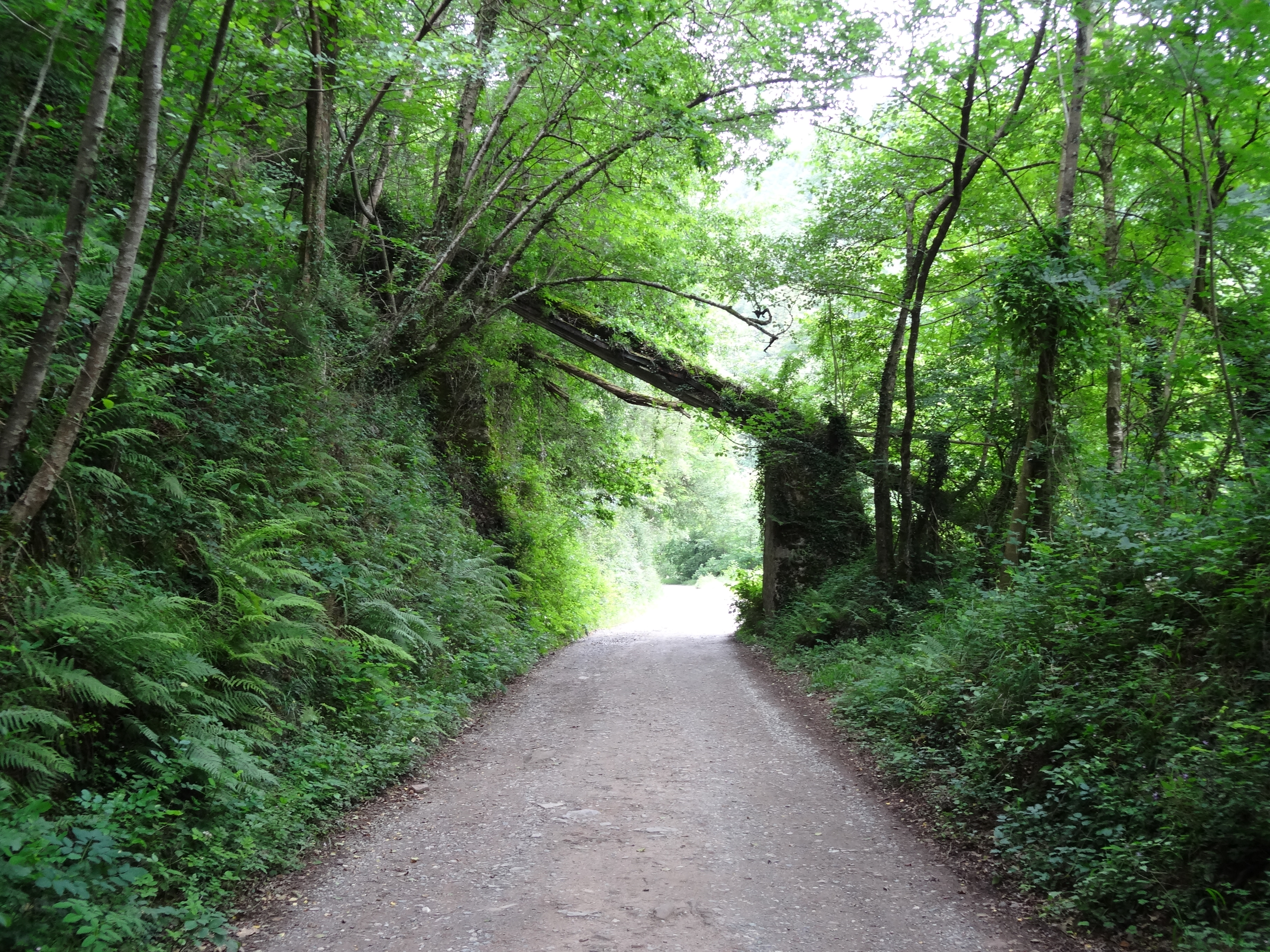
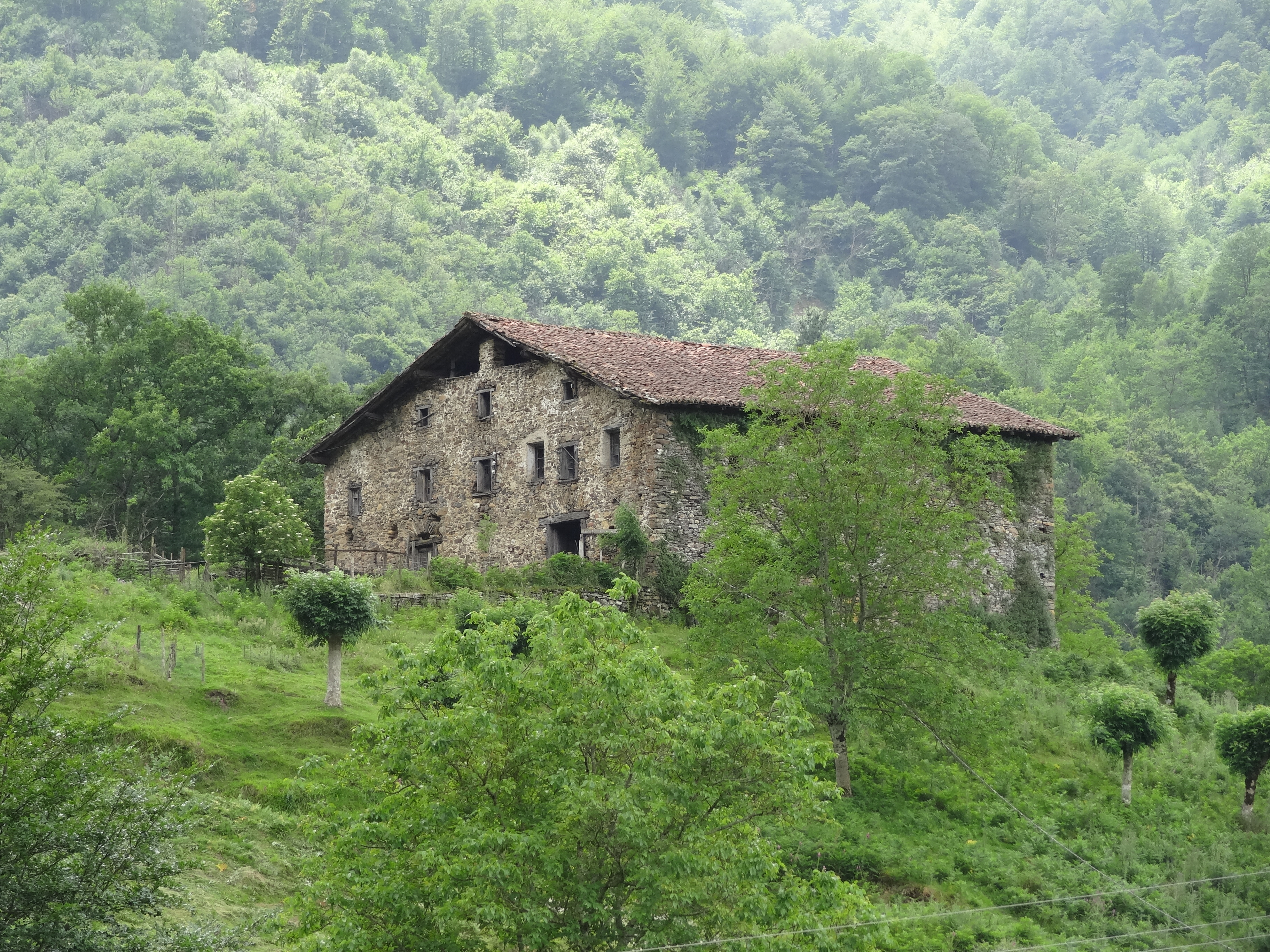
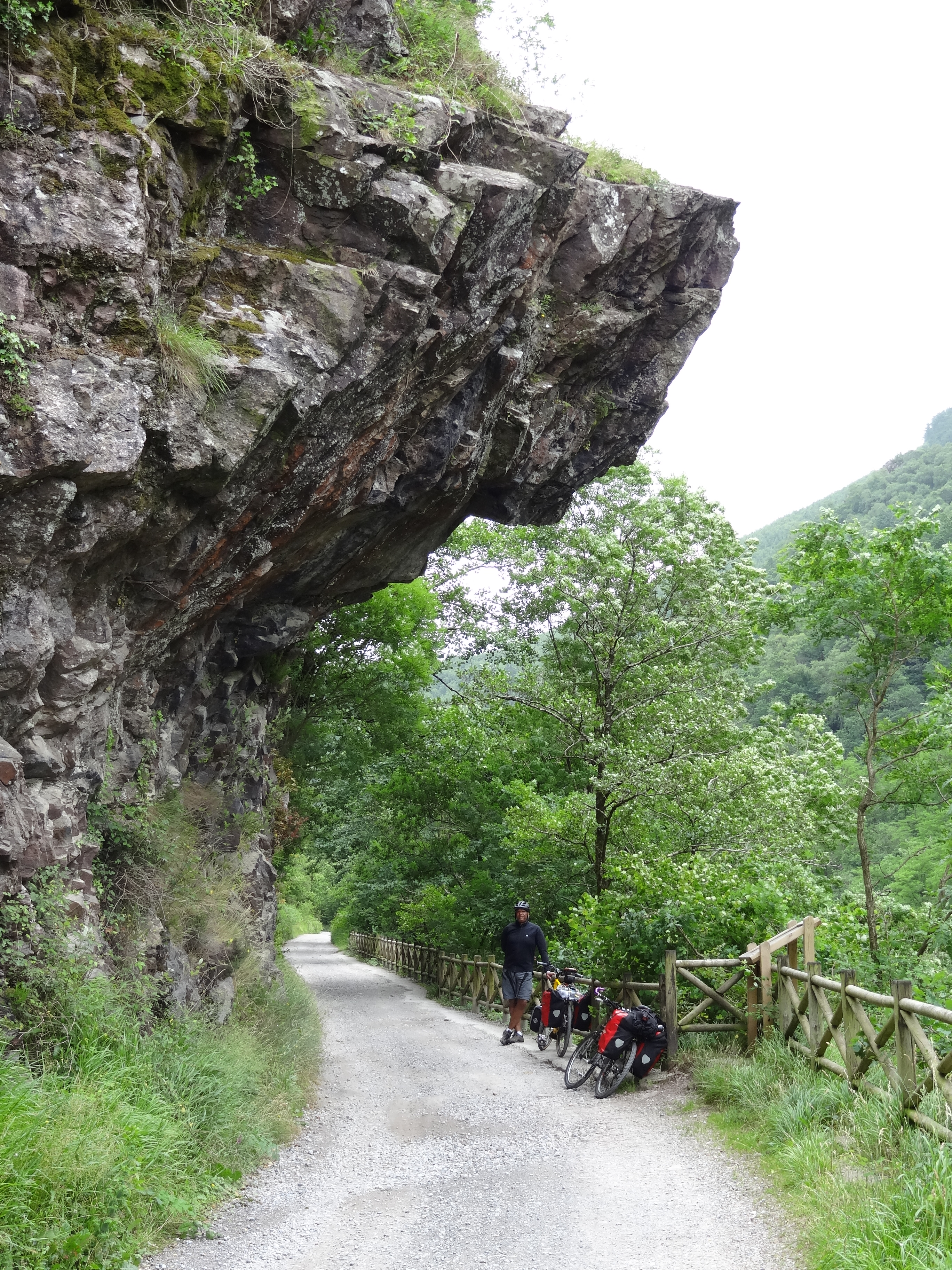
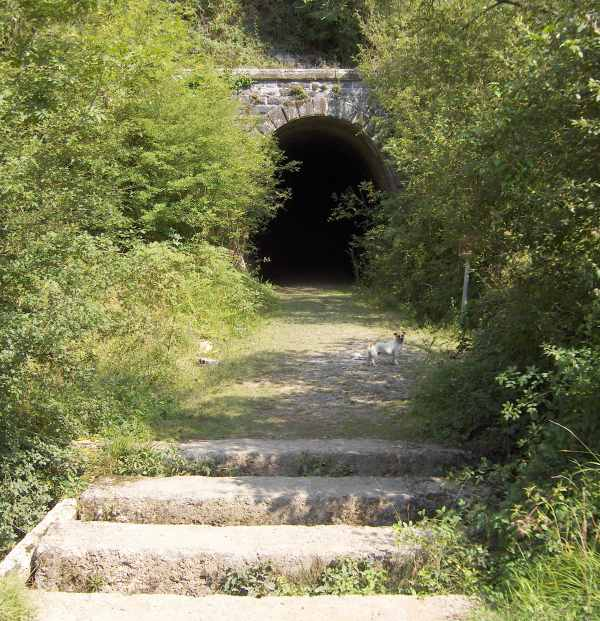
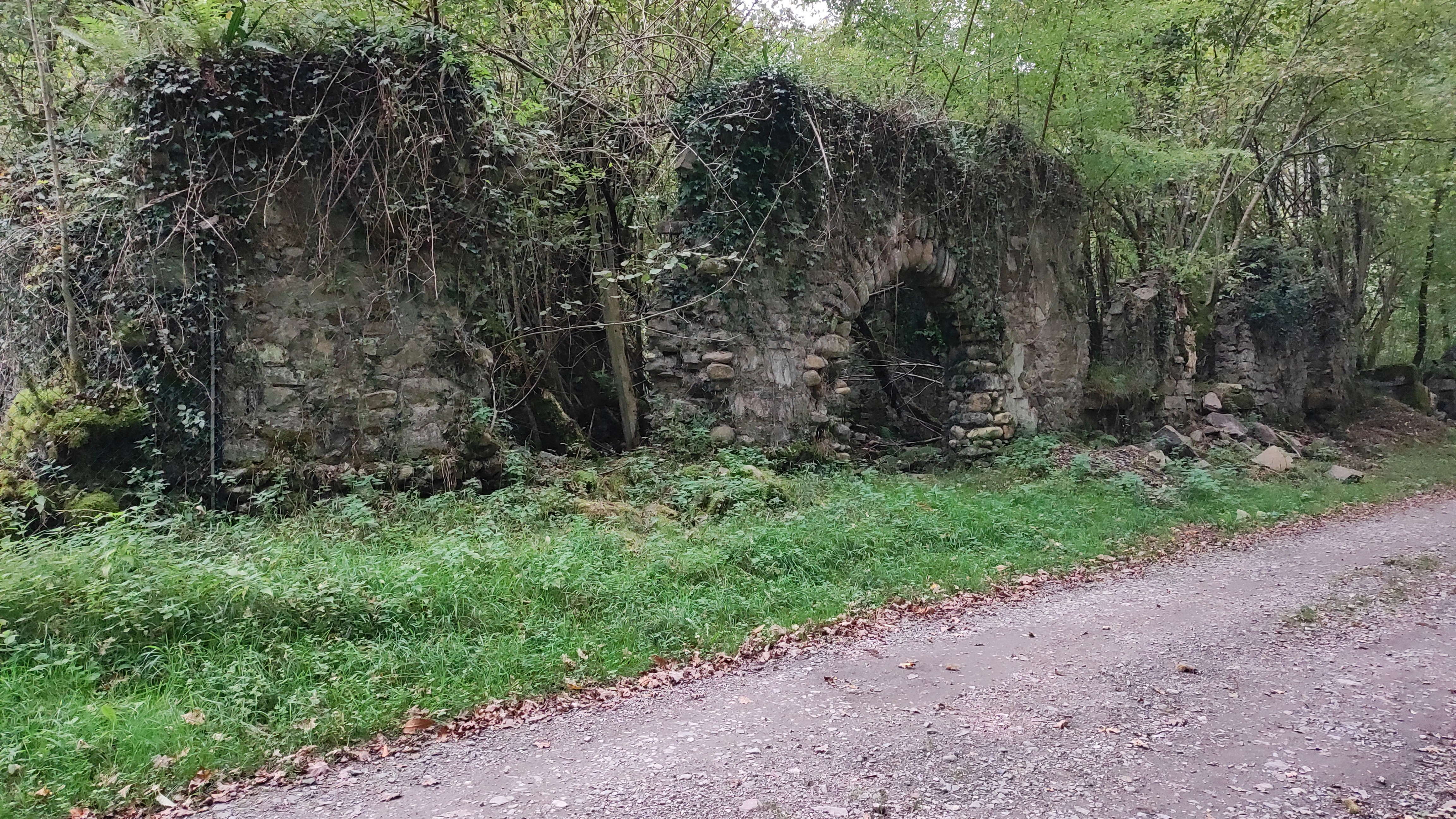

### В Португалии
Маршрут проходит от Вила-Реал-ди-Санту-Антониу через Фаро, Сагреш, Синиш, Сетубал, Лиссабон, Порту до Каминьи.

ЕвроВело 1 в Португалии
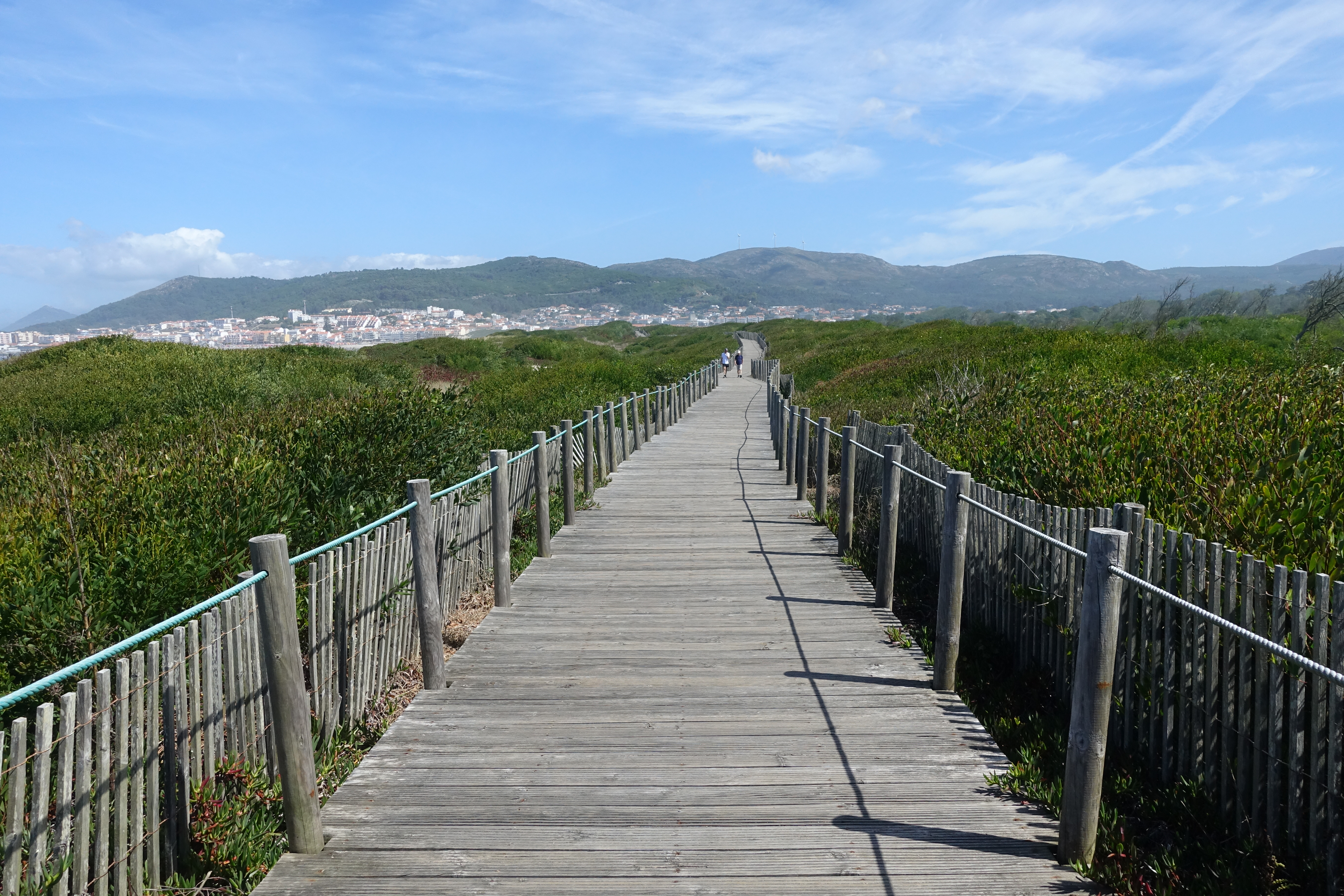
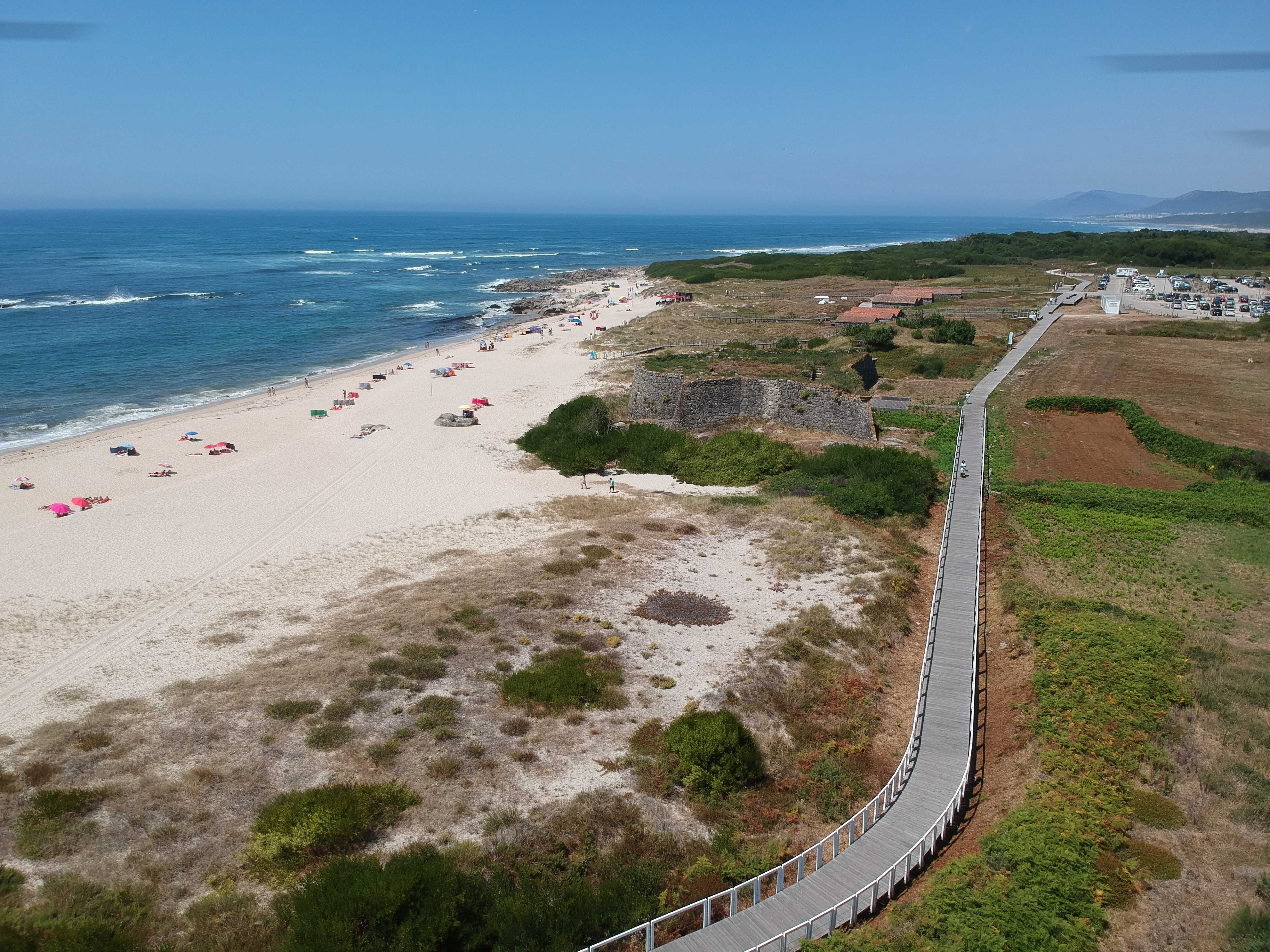
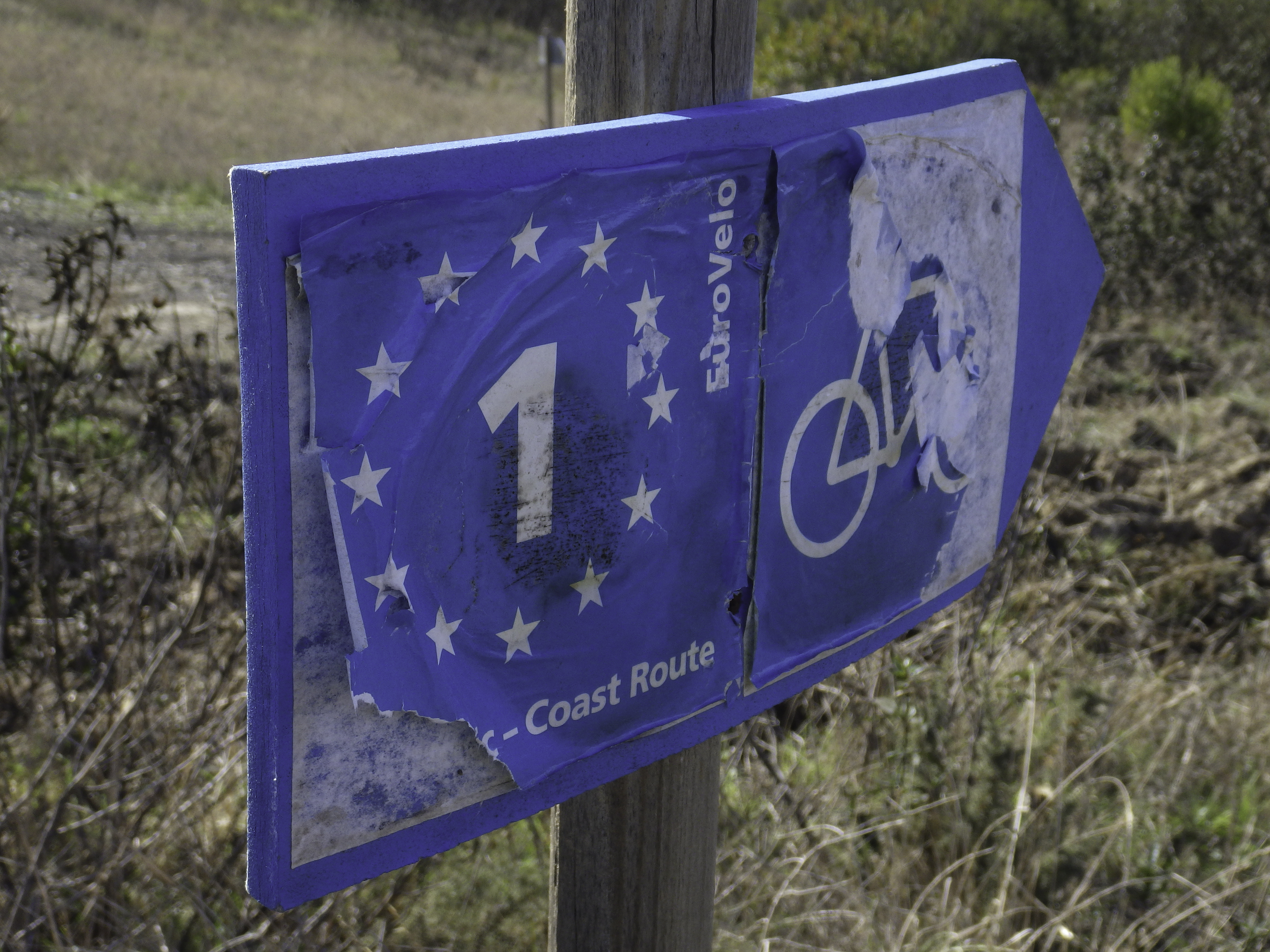
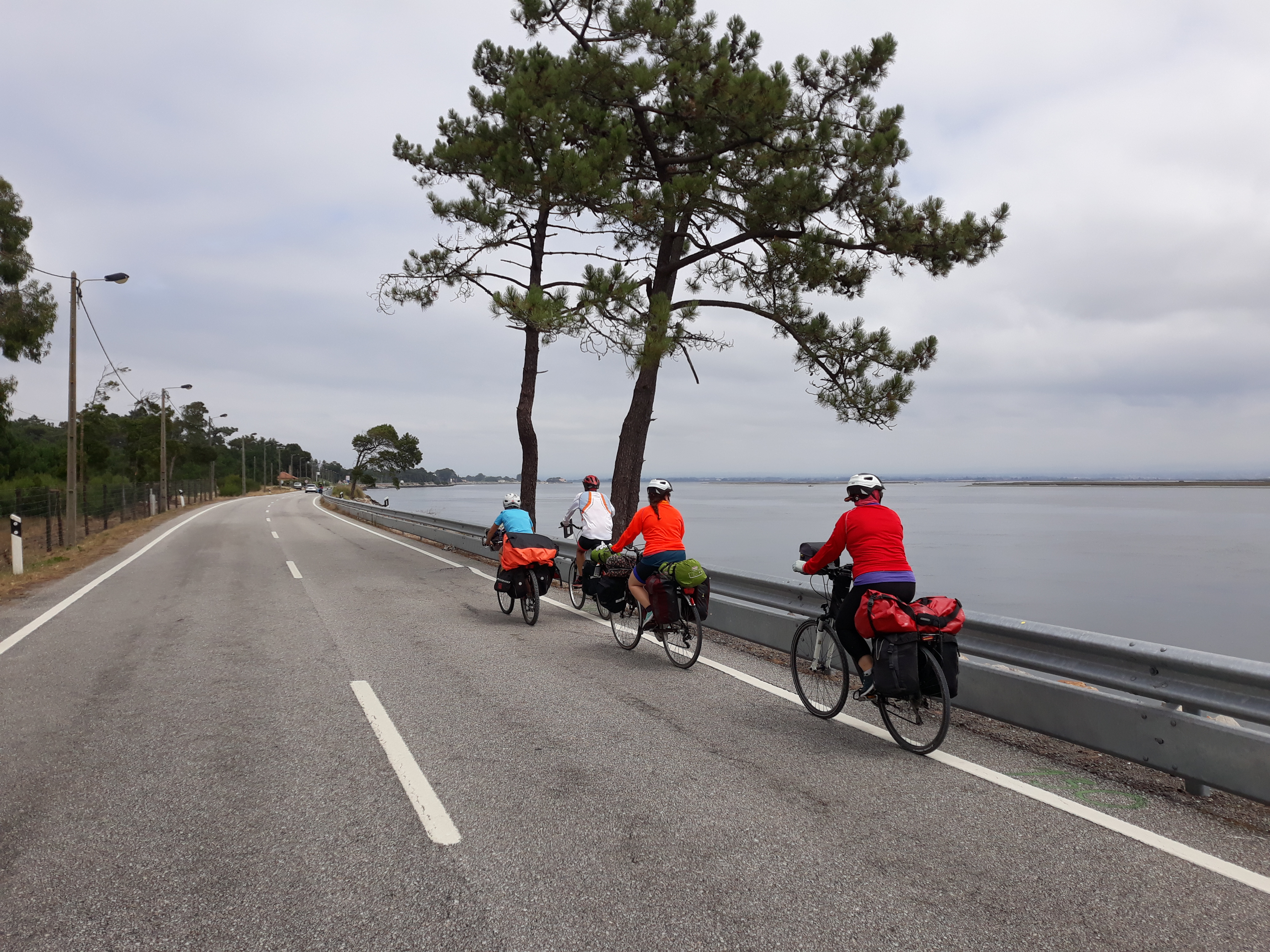
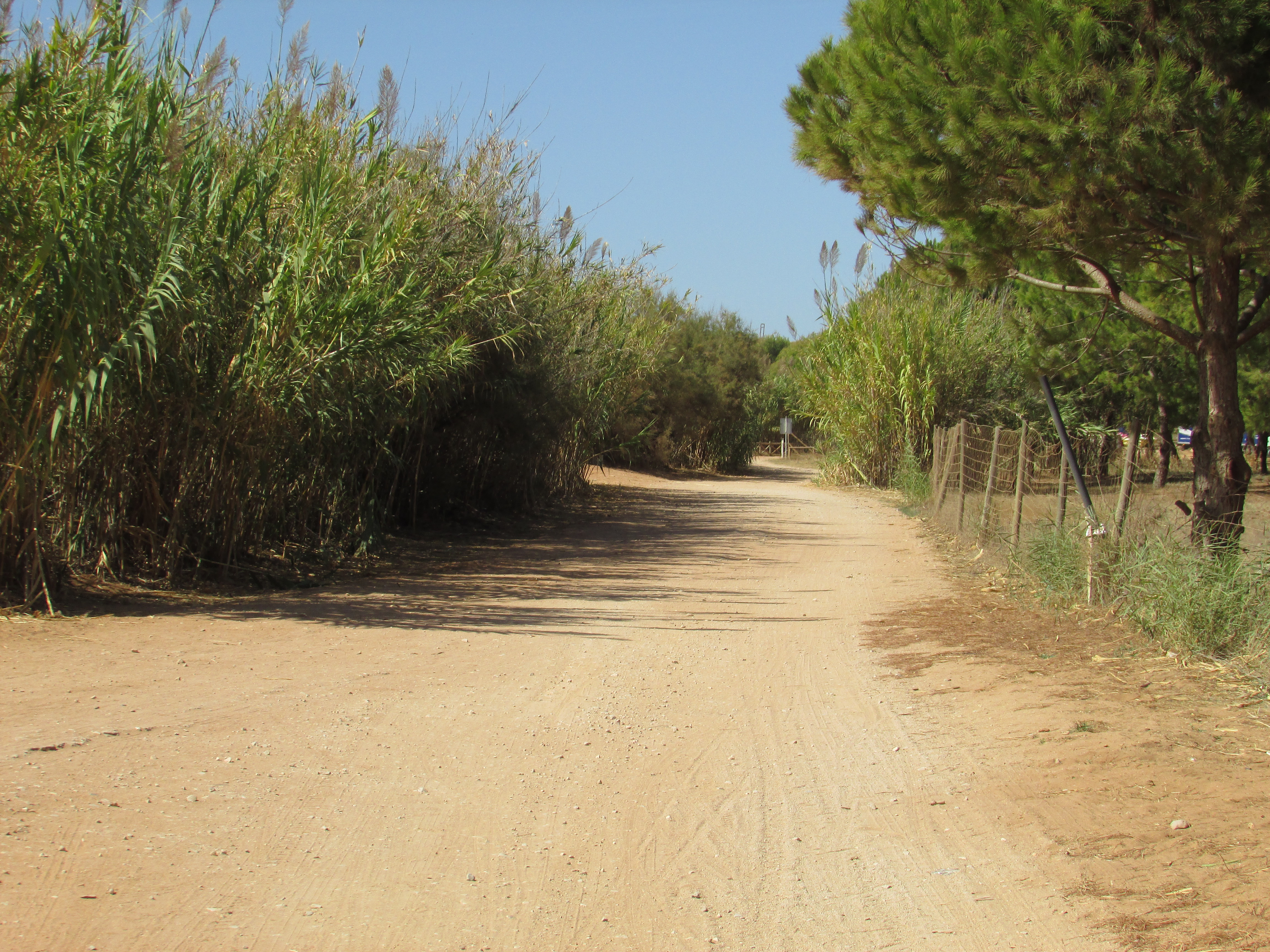